# Solitaire (navire)
Pour les articles homonymes, voir Solitaire.
Le Solitaire est un grand navire poseur de canalisations autopropulsé de haute mer. Il était, au moment de sa construction, le plus grand navire de pose de canalisations au monde avec une longueur de 300 mètres (hors appareils de pose de canalisations). Lorsqu'il est pleinement opérationnelle, il a un équipage de 420 personnes, une capacité de charge de 22.000 tonnes et une vitesse de pose des tuyaux de plus de 9 km par jour.

## Histoire
Il a été construit en 1972 en tant que vraquier et lancé sous le nom de Trentwood' par Mitsubishi Heavy Industries à leur chantier naval à Hiroshima, au Japon, puis converti en navire de pose de tuyaux entre 1996 et 1998 au chantier naval Swan Hunter dans Tyneside en Angleterre. Le navire appartient au groupe Allseas , une entreprise néerlandaise de pose de canalisations et de construction marine dont le siège est en Suisse à Châtel-Saint-Denis. 
Avec le Castoro Sei et le Castoro 10, tous deux détenus par la société Saipem, Solitaire a travaillé sur le projet Nord Stream pour poser un gazoduc à travers la mer Baltique. Une fois terminé, celui-ci est devenu le plus long pipeline sous-marin au monde. 
Dès 2006, il travaillait avec le Saipem 7000 sur le projet de pipeline Langeled, le deuxième plus long pipeline sous-marin au monde. Depuis 2018, il participe à la construction du pipeline Nord Stream 2 avec Pioneering Spirit. Les travaux ont été interrompus en décembre 2019 en raison des menaces de sanctions des États-Unis.

### Équipement spécial
- Tour de pose inclinable de type J-Lay
- Grues : deux grues pour le transfert de pipelines d'une capacité de 35 tonnes dans un rayon de 33 m ou de 18 tonnes à 42 m; une grue spéciale d'une capacité de 300 tonnes à 17 m ou 40 tonnes à 57 m
- Stations de travail: deux stations de soudage pour les doubles joints, cinq stations de soudage pour les canalisations, une station pour les tests radiographiques et quatre stations pour le revêtement
- Capacité du tendeur: 3 × 350 tonnes à 30 m/min
- Diamètre du pipeline: 2 à 60 pouces